# Halloween documents
Halloween documents (Haloweenské dokumenty, dále HD) je označení pro několik důvěrných zpráv společnosti Microsoft o budoucím postupu týkajícím se svobodného software, software s otevřeným zdrojovým kódem a zejména Linuxu. První i druhý HD se dostaly v říjnu 1998 do rukou americkému programátorovi Ericu S. Raymondovi, který je okamžitě zveřejnil na svých webových stránkách; byly sepsány Vinodem Valloppillilem a Joshe Cohenem a Microsoft připustil jejich pravdivost.
HD označují svobodný software za velkou hrozbu pro dominanci Microsoftu na trhu se software a navrhují postupy, jež by mohly rozvoj svobodného software narušit. Dále potvrzují, že některé produkty v rámci svobodného software jsou schopné svou kvalitou konkurovat produktům Microsoftu – toto vzbudilo velký ohlas v kontrastu s oficiálními, reklamními prohlášeními společnosti.
Po vydání prvních dvou HD došlo k úniku a zveřejnění několika dalších memorand společnosti Microsoft o souvisejících tématech a k sepsání několika apokryfů – parodií. Označení dokumentů je spojeno s Halloweenem, protože některé unikly v různých letech kolem data 31. října.

## Jednotlivé HD a citace
Pozn.: Ne všechny HD jsou zveřejněné interní dokumenty (tj. 1., 2., 7. a 10.), jeden (3.) je veřejným prohlášením, ostatní byly sepsány E. S. Raymondem jako reakce na různá s nimi spojená témata.

### 1. Haloweenský dokument
Zpráva "Open Source Software: A (New?) Development Methodology" sepsaná zaměstnancem Microsoftu Vinodem Valloppillilem, programovým manažerem společnosti. Je podrobným úvodem do konceptů otevřeného softwaru a jeho možného dopadu na produkty a služby společnosti Microsoft. Popisuje silné a slabé stránky svobodného software a postupy, jak potlačit jeho rozvoj:
- nedávné případové studie (internet) poskytují velmi dramatický důkaz, že projekty OSS (open-source software) mohou dosáhnout komerční kvalitu nebo ji i překonat
- open source software je dlouhodobě důvěryhodný, tradiční marketingovou strategii FUD (Fear, Uncertainty, Doubt  – strach, nejistota, pochyby) jako např. šíření fám, že konkurenční produkty zhroutí Windows, nelze k boji proti němu použít
- jedním z důvodů, proč by projekty s otevřeným zdrojovým kódem mohly vstoupit na trh komodit, je používání standardizovaných protokolů
- to lze zastavit rozšířováním těchto protokolů a vývojem nových protokolů, a dekomoditizací protokolů a aplikací (strategie je označována jako embrace, extend and extinguish – tedy obejít, rozšířit a uhasit)

### 2. Haloweenský dokument
Dokument "Linux OS Competitive Analysis: The Next Java VM?" popisuje základní principy Linuxu, jeho architekturu, vztah k Unixu a Windows NT a vzrůst jeho popularity. Autorem je rovněž Vinod Valloppillil.

### 3. Haloweenský dokument
Prohlášení (od Aurelie van den Berg, ředitelky Public Relations  Microsoftu v Nizozemsku) vydané v listopadu 1998 jako odpověď na zveřejnění HD 1 a 2.

### 7. Haloweenský dokument
Tento dokument "Research E-Bulletin: Attitudes Towards Shared Source and Open Source Research Study" ze září 2002 je souhrnem výsledků průzkumu mezi vývojáři a IT manažery, který provedla společnost Microsoft a který popisuje reakce na sdílení zdrojových kódů. Výsledky ukazují příznivé reakce na principy otevřených i sdílených zdrojů. Eric Raymond k tomu poskytl komentář, který navrhuje způsoby, jak může komunita open source reagovat na výsledky průzkumu, a popisuje nízké celkové náklady na vlastnictví jako hlavní důvod pro přijetí Linuxu, což je v rozporu s mnoha dokumenty zveřejněnými společností, podle kterých jsou řešení s Windows méně nákladná než řešení s Linuxem.

### 8. Haloweenský dokument
„OSS and Government“ je sdělení od viceprezidenta skupiny Microsoftu pro celosvětový prodej Orlanda Ayaly z listopadu 2002 generálním manažerům regionálních poboček Microsoftu. Popisuje dostupnost podpory od společnosti Microsoft pro regionální prodejce, kteří čelí konkurenci Linuxu.

### 10. Haloweenský dokument
E-mail z dubmna 2004 známý také jako „Halloween X: Follow The Money“ od konzultanta Mikea Anderera z Microsoftu Chrisu Sontagovi ze SCO Group (SCO byla americká softwarová společnost existující v letech 2002 až 2012, která se stala známou vlastnictvím aktiv operačního systému Unix, včetně technologie UnixWare a OpenServer, a vedla řadu právních sporů označovaných jako kontroverze SCO-Linux). Mail mimo jiné uvádí, že společnost Microsoft poskytla společnosti SCO 86 milionů USD.